# Nordlei
NordLEI (Nordic Legal Entity Identifier AB) är en utfärdare av Legal Entity Identifier (LEI)-koder. NordLEI är den största utfärdaren av LEI-koder i Skandinavien med över 165 000 koder utfärdade. Bolaget är ISO/IEC 27001-certifierat med ett fokus på säkerhet. 

## Historia
NordLEI etablerades 2014 och blev Local Operating Unit ackrediterad av GLEIF den 22a September 2021. NordLEI är grundarägt och utfärdar LEI i åtta jurisdiktioner: Sverige, Norge, Danmark, Finland, Island, Storbritannien, Irland och Nederländerna.
NordLEI utnämndes till "Best Performing LEI Issuer in the Mid-Cap Category" av GLEIF 2023.